# 데이먼 가뮤

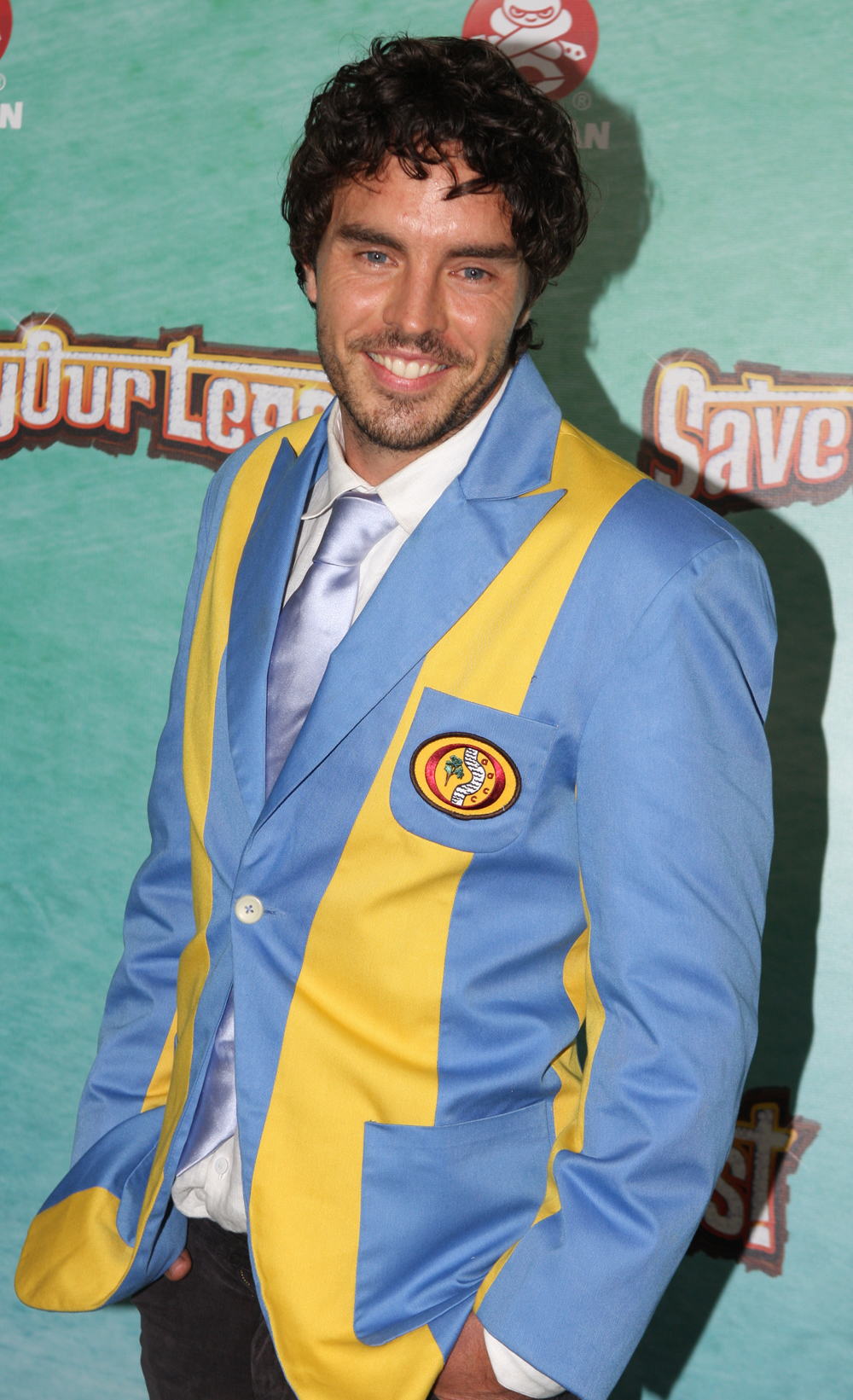

데이먼 개모(Damon Gameau, 1978년~ )는 오스트레일리아의 배우, 영화배우, 영화 감독, 텔레비전 배우, 각본가이다.
오스트레일리아에서 태어났다.

## 영화
- 2040 (2019년)
- 댓 슈가 필름 (2014년) - 본인 역
- 패트릭 (2013년) - 에드 역
- 세이브 유어 레그스 (2012년) - 스타브로스 역
- 서스펜디드 (2012년)
- 애니멀 비트박스 (2011년)
- 로만의 방주 (2011년) - 로먼 역
- 커크로치 (2010년)
- 라즐 다즐 (2007년)
- 벼락 맞다 (2004년)
- 러브 마이 웨이 (2004년)